# Anelaphus subdepressum
Anelaphus subdepressum är en skalbaggsart som först beskrevs av Schaeffer 1904.  Anelaphus subdepressum ingår i släktet Anelaphus och familjen långhorningar. Inga underarter finns listade i Catalogue of Life.